# Naviplane N102
Le Naviplane N102, développé par la SEDAM à la fin des années 1960, était un aéroglisseur conçu pour le transport maritime, notamment pour des missions de type taxi des mers. Compact et capable de naviguer dans des conditions de mer de force 3, il pouvait transporter de 12 à 14 passagers grâce à un turbomoteur Turboméca Astazou II P. Le développement de cet appareil a impliqué plusieurs partenaires industriels, tels que Nord-Aviation et Hispano-Suiza, pour sa conception et sa fabrication. Bien que huit unités aient été produites, l’exploitation commerciale du N102 fut limitée à quelques excursions en France et à des tests à l’étranger. Faute de commandes suffisantes, le projet a été abandonné.

## Développement
En 1965, Jean Bertin fonde la Société d'études et de développement des aéroglisseurs marins (SEDAM), implantée à Marignane. Pour la SEDAM, les Naviplanes offrent un fort potentiel grâce à leur caractère amphibie et leur indépendance des infrastructures portuaires coûteuses. En parallèle du développement du Naviplane N300, la SEDAM conçoit un modèle plus petit, le Naviplane N102, destiné à servir de taxi des mers. Le développement du N102 a commencé entre juillet et août 1968. Ces études devaient aboutir à une présérie de 10 appareils, financés par des fonds publics, dont 8 étaient destinés à être opérationnels dès 1970. Le développement du N102 a vu le jour grâce à un financement privé, assuré par la société SEDAM, qui a consacré environ deux millions de francs au développement du projet. Le coût unitaire prévu pour la commercialisation en série du N102 est évalué à environ 800 000 francs.
Le programme N102 repose sur la collaboration de plusieurs partenaires spécialisés. Les Chantiers navals de La Seyne-sur-Mer, prennent en charge la fabrication du châssis de l'aéroglisseur. Nord-Aviation est responsable de la conception et de la fabrication de plusieurs éléments de l'appareil. Elle prend en charge la structure du fuselage et des empennages, qui assurent la stabilité et la manœuvrabilité du N102. L'entreprise gère également les circuits de carburant, d’huile et de sécurité incendie. Pour la motorisation, elle conçoit le compartiment-turbine ainsi que les systèmes de commande, comprenant les commandes de vol et de turbine. L'aménagement de la cabine, incluant le poste de pilotage et les espaces passagers, relève aussi de ses responsabilités. Enfin, Nord-Aviation s'occupe de l'assemblage final de l'ensemble de l'appareil.
La production des premiers N102 débute au début de l'année 1969. Le 22 juillet de la même année, les ateliers de Nord-Aviation aux Mureaux livrent le premier des deux prototypes du Naviplane N102, le deuxième est sorti un peu plus tard à la fin de l'été. Les N102 sortis d'usine sont qualifiés de prototypes semi-opérationnels. Ils ont été engagés dans un programme d’essais et de mises au point relativement court, durant lequel ils ont effectué des démonstrations publiques. À partir du 1er août 1969, le N102-C-1 a été présenté sur la Loire, tandis que le N102-C-2 a mené des missions similaires dans la région du Languedoc. Au cours des mois suivants, huit unités du N102 seront fabriquées au total,. 
Privée de commandes, la SEDAM met fin à ses activités en 1982. Les quatre unités du N102, entreposées dans les locaux de la société, sont laissées à l’abandon. Le 25 mai 1983, une vente aux enchères est organisée, au cours de laquelle un ferrailleur bordelais acquiert les quatre Naviplanes N102. 

## Commercialisation

### En France
Entre 1970 et 1971, plusieurs exemplaires du Naviplane N102 sont déployés à La Grande Motte et à Port Leucate, où ils sont utilisés pour offrir des excursions en mer. Ces activités permettent de tester leur performance en conditions réelles tout en les faisant découvrir au grand public. L’exploitation méditerranéenne des N102 est de courte durée, ne s’étendant que sur quelques années. Après cette période, les naviplanes, qui avaient servi pour des démonstrations et des excursions en mer, sont retirés du service actif. Ils sont ensuite déplacés et entreposés à Pauillac, en Gironde dans les entrepôts de la SEDAM.   

### A l'étranger
Le Naviplane N102 a été présenté en janvier 1971 aux autorités gabonaises dans le cadre de la promotion d’un potentiel partenariat.
L’Italie a acquis un SR-N5 britannique et un N102 français pour réaliser des essais comparatifs. Le N102 a été testé dans diverses conditions opérationnelles. Parmi ces épreuves, il a notamment dû franchir une digue de 1,50 mètre de hauteur séparant deux bras de mer, un défi qu’il a relevé avec succès. D’autres tests rigoureux ont suivi et, malgré les contraintes imposées, l’appareil a su démontrer ses performances, répondant ainsi aux attentes. En septembre 1972, Fiat signa un accord avec la SEDAM, lui conférant les droits exclusifs d'exploitation en Italie des brevets de Bertin et de la SEDAM concernant les Naviplanes, bien qu'aucun Naviplane ne fut jamais produit dans ses usines.  

## Conception

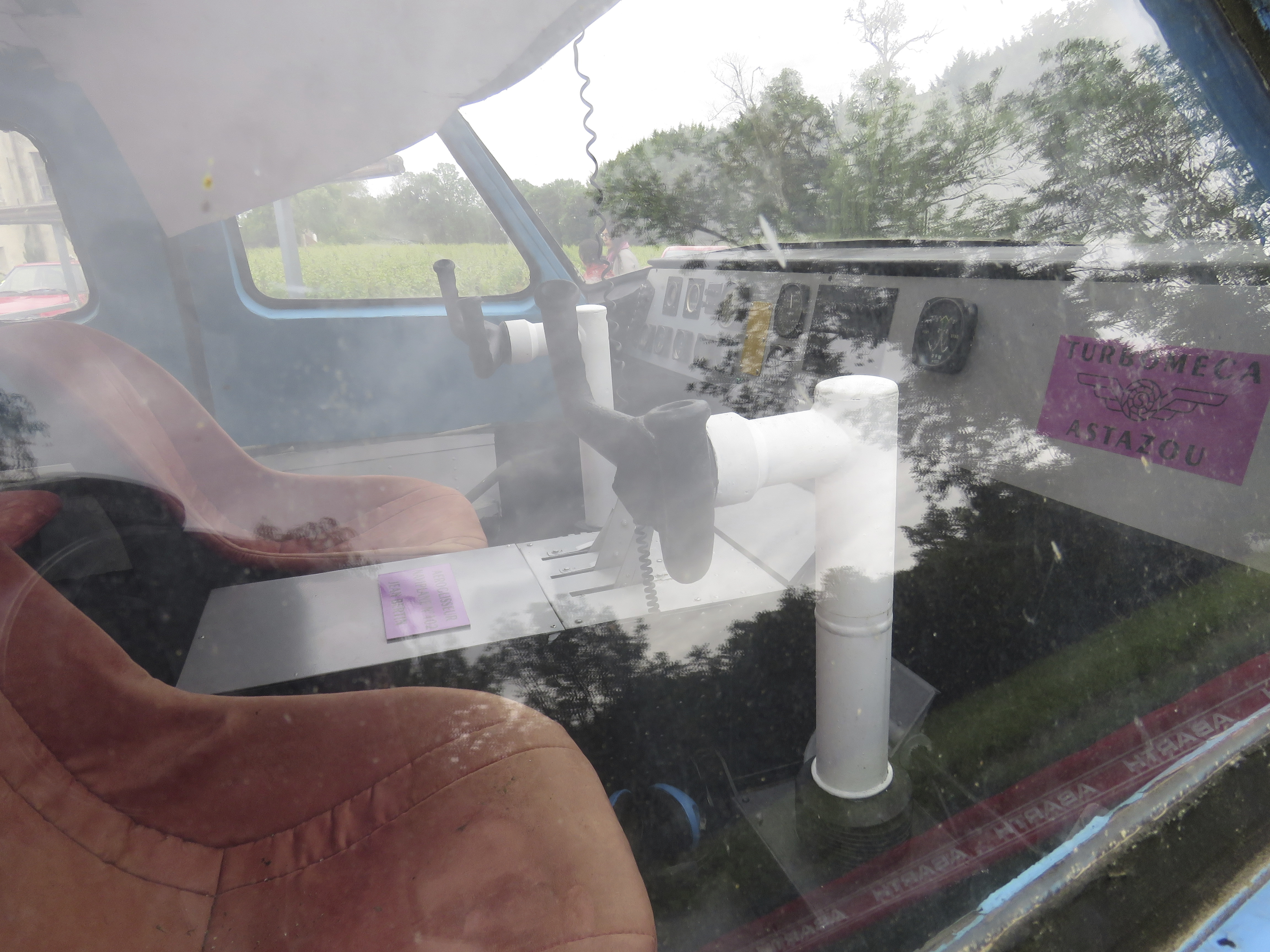
Poste de pilotage du N102.

Le N102 mesure 9 mètres de long et 5 mètres de large, ce qui en fait un engin compact. À vide, il pèse 2 850 kg, mais sa capacité opérationnelle atteint 4 100 kg, lui permettant d’embarquer entre 12 et 14 passagers en plus de son équipage. Il dispose d’un réservoir de carburant offrant une autonomie de trois heures, adaptée à des missions de courte durée, telles que des excursions ou des trajets côtiers. Le Naviplane N102 était conçu pour naviguer dans des conditions de mer de force 3.

### Motorisation
Le N102 est équipé d’un turbomoteur Turboméca Astazou II P, capable de développer 530 chevaux à l’arbre. Ce moteur entraîne deux hélices carénées et réversibles, conçues par Ratier-Forest, installées à l’arrière de l’appareil pour assurer sa propulsion principale. 
Un ventilateur, également entraîné par le turbomoteur, est chargé de maintenir l’air sous pression dans les jupes de l’appareil, générant ainsi le coussin d’air qui permet au N102 de flotter et de se déplacer efficacement au-dessus de la surface. La chaîne mécanique reliant le turbomoteur aux hélices et au ventilateur a été développée par Hispano-Suiza. 
Coussin d'air
Ce système, utilisé sur le Naviplane N102, repose sur deux jupes principales concentriques. L’espace annulaire entre ces deux jupes est subdivisé en six compartiments grâce à des jupes auxiliaires appelées jupes-cloisons. L’air est directement injecté dans le compartiment central, d’où il s’échappe par sa base et par des ouvertures calibrées, alimentant les compartiments annulaires et les jupes-cloisons. Dans ces dernières, la pression est maintenue à un niveau supérieur à celle des compartiments annulaires. Le compartiment central agit ainsi comme le générateur principal d’air sous pression, alimentant indépendamment les différents compartiments stabilisateurs. Ces derniers ne reçoivent pas d’air directement. 

## Conservation
Le musée de Savigny-lès-Beaune expose une réplique du Naviplane N102, restaurée à partir de deux épaves incomplètes. Certaines pièces manquantes ont été récupérées dans les stocks d'anciens fournisseurs de la SEDAM, notamment l'hélice, qui avait été conservée pendant plusieurs années dans le hangar-réserve de Ratier-Figeac.